# Sovjetunionens U20-damlandslag i handboll
Sovjetunionens U20-damlandslag i handboll representerade Sovjetunionens damer i handboll vid U20-VM fram till 1991.